# Cumbres del Cimatario
Cumbres del Cimatario är en ort i Mexiko.   Den ligger i kommunen Huimilpan och delstaten Querétaro Arteaga, i den centrala delen av landet, 180 km nordväst om huvudstaden Mexico City. Cumbres del Cimatario ligger 2 105 meter över havet och antalet invånare är 875.
Terrängen runt Cumbres del Cimatario är kuperad söderut, men norrut är den platt. Cumbres del Cimatario ligger uppe på en höjd. Runt Cumbres del Cimatario är det ganska tätbefolkat, med 179 invånare per kvadratkilometer. Närmaste större samhälle är Santiago de Querétaro, 6,1 km nordväst om Cumbres del Cimatario. I omgivningarna runt Cumbres del Cimatario växer huvudsakligen savannskog.